# Aleksiej Wodiagin
Aleksiej Aleksiejewicz Wodiagin, ros. Алексей Алексеевич Водягин (ur. 10 stycznia 1925 w Moskwie; zm. 21 kwietnia 1991 tamże) – rosyjski piłkarz grający na pozycji pomocnika, trener piłkarski.

## Kariera piłkarska

### Kariera klubowa
Wychowanek klubów Metałłurg Moskwa, Stroitiel Moskwa oraz GCOLIFK Moskwa. W 1945 rozpoczął karierę piłkarską w klubie CDKA Moskwa, ale nie potrafił przebić się do podstawowego składu i w następnym roku został oddelegowany do drugoligowego Buriewiestnika Moskwa. Przed rozpoczęciem sezonu 1947 został przywrócony do składu CDKA. W 1952 roku, kiedy CDKA został rozwiązany, piłkarz przeniósł się do zespołu miasta Kalinin (obecnie Twer), który potem zmienił nazwę na MWO Moskwa. W 1953 przeszedł do Dinama Moskwa. W 1955 zakończył karierę piłkarską w klubie Krylja Sowietow Kujbyszew.

## Kariera trenerska
Po zakończeniu kariery piłkarskiej rozpoczął pracę trenerską. Od 1956 pracował na stanowisku dyrektora zespołu w Torpedo Moskwa. W lipcu 1957 został dyrektorem klubu Trudowi Rezerwy Woroszyłowhrad, a wkrótce we wrześniu 1957 objął stanowisko głównego trenera klubu. Od 1960 trenował kluby Szachtior/Chimik Nowomoskowsk, Sudnobudiwelnyk Mikołajów, Mietałłurg Tuła, Awtomobilist Nogińsk, Elektron Nowogród oraz Saturn Widnoje. W pierwszej połowie 1964 pracował jako dyrektor zespołu Wołga Kalinin, a w latach 1977-1989 jako trener w Szkole Piłkarskiej Dinamo Moskwa. 21 kwietnia 1991 roku zmarł w Moskwie.

## Sukcesy i odznaczenia

### Sukcesy klubowe
- mistrz ZSRR: 1947, 1948, 1950, 1951
- zdobywca Pucharu ZSRR: 1948, 1951, 1953

### Sukcesy indywidualne
- wybrany do listy 33 najlepszych piłkarzy w ZSRR: Nr 1 (1950), Nr 2 (1948)

### Sukcesy trenerskie
- mistrz ZSRR spośród wyspecjalizowanych szkół piłkarskich: 1980 (z SDJuSzOR Dinamo Moskwa)

### Odznaczenia
- tytuł Mistrza Sportu ZSRR
- tytuł Zasłużonego Mistrza Sportu ZSRR: 1951
- tytuł Zasłużonego Trenera Rosyjskiej FSRR: 1980